# Cyriopertha glabra
Cyriopertha glabra är en skalbaggsart som beskrevs av Friedrich-August von Gebler 1841. Cyriopertha glabra ingår i släktet Cyriopertha och familjen Rutelidae. Inga underarter finns listade i Catalogue of Life.